# بانک اسلامی قطر
بانک اسلامی قطر (انگلیسی: Qatar Islamic Bank) شرکت خدمات مالی و بانکداری قطری است، که در سال ۱۹۸۲ تأسیس شد.